# Caso Roswell

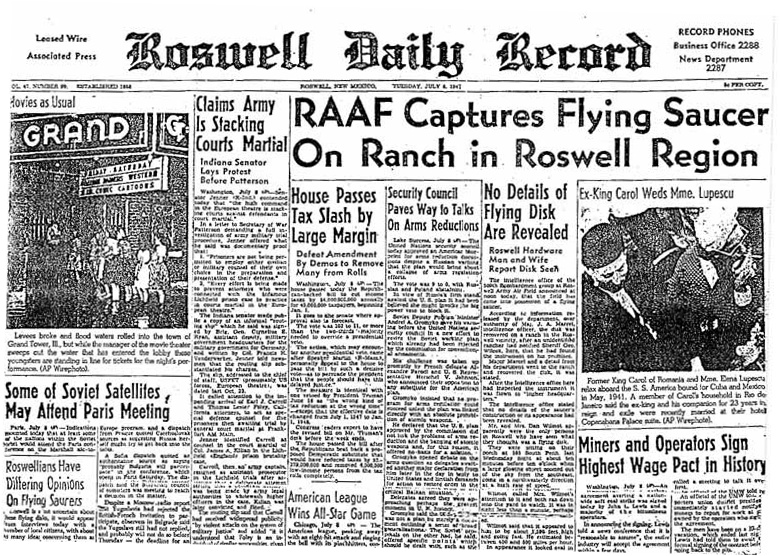
Cronaca dell'incidente sul Roswell Daily Record dell'8 luglio 1947, in cui si accenna alla cattura di un misterioso "disco volante" da parte delle forze aeree militari statunitensi

Con caso Roswell, o anche incidente di Roswell (Roswell incident) si fa riferimento all'episodio avvenuto nell'omonima località degli Stati Uniti d'America il 2 luglio 1947, quando un pallone sonda del progetto militare Mogul o un presunto UFO precipitò al suolo
La vicenda divenne famosa in quanto le prime notizie divulgate dai giornali ipotizzarono che si fosse verificato lo  schianto di uno o più UFO al quale, secondo alcune teorie, sarebbe seguito il presunto recupero di cadaveri di extraterrestri da parte dei militari americani. Dopo la prima smentita ufficiale del caso da parte della United States Air Force il caso venne dimenticato, salvo tornare a raccogliere interesse da parte dei media alla fine degli anni '70, in seguito alle illazioni del fisico nucleare e ufologo Stanton T. Friedman e alle varie teorie del complotto che ne conseguirono.
Dopo due inchieste interne aperte negli anni '90 al fine di fugare ogni dubbio sull'accaduto, è stato reso noto che il reale oggetto schiantatosi a Roswell era un modulo del Progetto Mogul, operazione segretissima intrapresa dal governo statunitense per indagare sull'esistenza di eventuali test atomici e lanci di missili balistici da parte delle forze sovietiche. Le indagini confermarono che i fenomeni di carattere ufologico segnalati tra Roswell e la vicina Corona coincidevano con la rotta delle sonde Mogul e che la riservatezza del governo sull'accaduto venne adottata per scongiurare l'ipotesi che informazioni sensibili, come quelle riguardanti le strategie di spionaggio nei confronti dell'URSS, finissero sotto i riflettori mediatici. Inoltre, il secondo rapporto (The Roswell Report: Case Closed, datato 1997) dimostrava come certe testate giornalistiche ed esponenti della comunità ufologica avessero manipolato la narrazione dei fatti, generando una forte disinformazione mirata ad alimentare la leggenda dell'ipotesi extraterrestre.
Nonostante la massiccia operazione di demistificazione e l'accuratezza della ricostruzione e delle prove fornite, il caso Roswell rimane un esempio celebre del folclore nordamericano moderno e continua ad essere una delle vicende maggiormente citate nel campo dell'ufologia.
A tale storia si collegano le leggende sull'Area 51, che secondo la maggior parte dei sostenitori della teoria del complotto avrebbe ospitato i resti dell'astronave precipitata e i cadaveri dell'equipaggio extraterrestre.

## L'inizio degli avvenimenti e la nascita del Caso Roswell
La vicenda ebbe inizio la notte del 3 luglio 1947, quando si verificò lo schianto di un oggetto volante al suolo nei pressi del Foster Ranch di Corona, cittadina del Nuovo Messico posta nella contea di Chaves, di cui Roswell è il capoluogo (e che, pertanto, diede il nome al caso, nonostante Roswell disti circa 120 km dal punto in cui avvenne l'impatto).
La mattina seguente, l'allevatore William Ware Mac Brazel, proprietario del ranch, rinvenne alcuni rottami costituiti da una grande quantità di lamine, asticelle e lattice. Il 6 luglio, Brazel si recò in città per informare lo sceriffo, George Wilcox, su quanto accaduto: l'allevatore decise di rivolgersi alle autorità locali solo dopo esser venuto a conoscenza delle voci sull'avvistamento di strani oggetti volanti da parte di due coniugi del luogo, i Wilmot, nella sera del 2 luglio.
Brazel condusse lo sceriffo, che secondo quanto scritto nei rapporti ufficiali venne accompagnato da "un uomo in abiti borghesi" che alcuni ipotizzino essere un militare, sul luogo del ritrovamento per raccogliere materiale da visionare e analizzare. Il primo rapporto parla di "pezzi di gomma, stagnola, carta piuttosto robusta, asticelle di legno e un filo di nylon" appartenenti ai resti di un oggetto di provenienza ignota.
L'8 luglio 1947, l'ufficio di informazioni al pubblico della Roswell Army Air Field (RAAF), nel Nuovo Messico, emise un comunicato stampa, pubblicato dal quotidiano Roswell Daily Record, in cui veniva descritto il recupero di un oggetto volante non identificato da parte del personale militare del campo, da un ranch vicino a Roswell, scatenando l'intenso interesse dei media. Il giorno dopo arrivò la prima smentita dell'aeronautica, la quale dichiarò che dal personale RAAF era stato recuperato un pallone sonda, e non un "disco volante".
L'avvenimento trovò spazio in altri giornali locali, per filtrare successivamente in quelli nazionali, dando inizio ad un vero e proprio fenomeno mediatico. Così scriveva il San Francisco Chronicle del 9 luglio 1947:
(San Francisco Chronicle, 9 luglio 1947)

## Prime smentite della notizia dello schianto di un velivolo extraterrestre

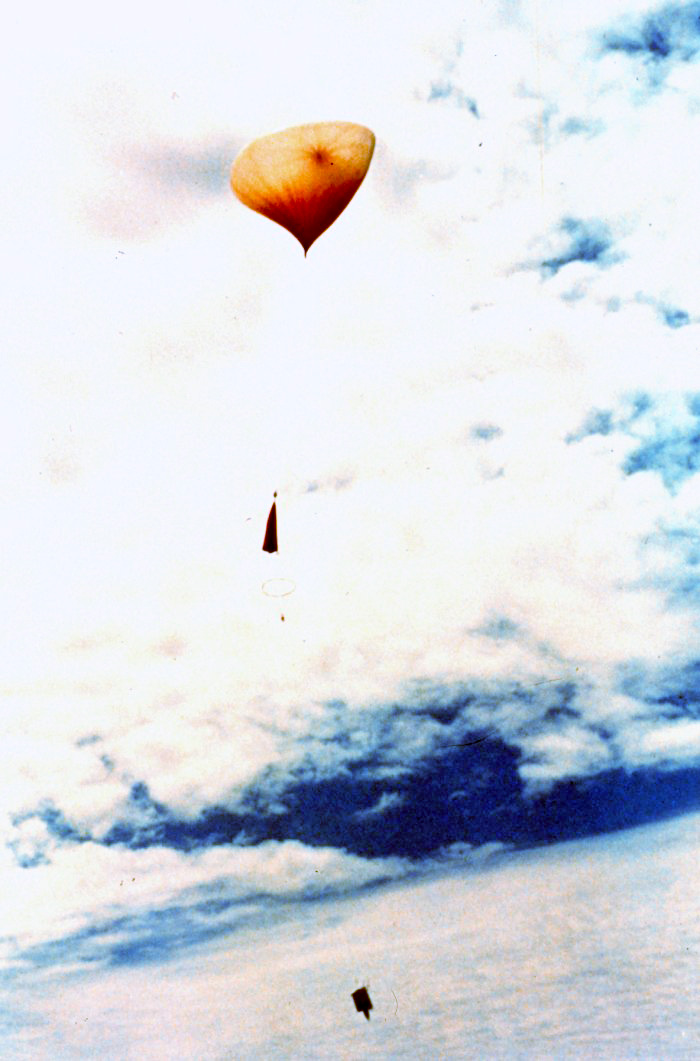
Un pallone sonda meteorologico NOAA appena dopo il lancio

La versione del ritrovamento di un disco volante fu subito negata dal governo e dall'esercito statunitense, non appena alcuni resti ritrovati nella Foster Ranch di Corona vennero inviati dalle autorità locali a Dallas per una certificazione. Il 9 luglio 1947 venne infatti smentita la prima sensazionale notizia riportata dal Roswell Daily Record, secondo cui la RAAF (Roswell Army Air Field) avrebbe recuperato un disco volante, e sul Fort Worth Morning Star-Telegram venne pubblicato l'esito degli accertamenti da parte di Irving Newton, esperto ufficiale della stazione meteorologica di Fort Worth, che aveva identificato l'oggetto rinvenuto come una tipologia di pallone sonda "ray wind" non conosciuto dal personale della base aerea di Roswell, usato per determinare la direzione e la velocità dei venti in alta quota. L'articolo venne accompagnato dalla foto dei resti inviati alla stazione meteorologica sorretti dall'ufficiale.
Anche il generale Roger M. Ramey confermò che si trattava di una sonda ray wind e, come ulteriore dimostrazione, furono scattate altre foto ritraenti un militare, il maggiore Jesse Marcel, mentre mostrava tutti i resti dell'oggetto precipitato.
La dimostrazione dell'aeronautica e delle stazioni meteorologiche risolsero i dubbi generati dalla prima notizia dell'ufficio stampa di Roswell, e il caso venne risolto e presto dimenticato.

## Ripresa del Caso Roswell e nuovo interesse dei media (1978 - 1994)

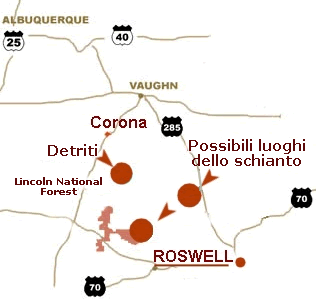
Possibili luoghi dello schianto di Roswell

Nel 1978, Stanton T. Friedman, ufologo ed ex ricercatore di fisica nucleare, intervistò Jesse Marcel, il maggiore che nel 1947 fu fotografato con i resti del pallone sonda e che insieme al generale Roger Ramey sostenne che era ciò che si schiantò nell'area di Roswell, il quale ritrattò la sua posizione affermando che la versione ufficiale dell'aeronautica fosse una copertura, fornita allo scopo di insabbiare la verità sull'origine extraterrestre di quanto rinvenuto al Foster Ranch.
Nel 1980, con la consulenza di Friedman, William Moore e Charles Berlitz pubblicarono il libro The Roswell Incident, riportando la vicenda di Roswell sotto l'attenzione dei media a livello mondiale. Il nuovo scenario che si stava ipotizzando prevedeva l'esplosione di un'astronave e la conseguente caduta di frammenti nel territorio di Corona, sul ranch di Brazel, nella notte tra il 2 e il 3 luglio, mentre il corpo centrale del velivolo sarebbe precipitato nella Piana di San Augustin, a circa duecento chilometri a nord-ovest di Roswell, dove sarebbero stati recuperati anche i cadaveri di alcuni umanoidi, l'equipaggio alieno del disco.
All'inizio degli anni novanta, l'ufologo Kevin Randle, ufficiale in congedo dell'USAF, condusse una propria indagine e insieme all'ufologo Donald R. Schmitt pubblicò nel 1991 il libro UFO Crash at Roswell, arricchendo la storia di nuovi particolari. A sua volta Friedman riprese le indagini e nel 1992 pubblicò insieme a Don Berliner il libro Crash at Corona.
Tra la ricostruzione di Randle e quella di Friedman vi sono delle discordanze sul luogo di impatto finale dell'UFO, che per Friedman sarebbe avvenuto nella Piana di San Augustin e per Randle a 40 miglia (circa 65 km) a nord di Roswell; inoltre, per Randle l'UFO sarebbe caduto due giorni più tardi, nella notte del 4 luglio.

### Presunti testimoni a favore delle teorie ufologiche

#### Walter Haut
(Tenente Walter Haut)
Il tenente Walter Haut (3 giugno 1922 - 15 dicembre 2005), responsabile delle pubbliche relazioni presso la base militare di Roswell negli anni quaranta e autore del primo, famoso comunicato stampa dell'8 luglio 1947, sostenne di credere alle teorie del complotto UFO a partire dagli anni settanta, attraverso interviste rilasciate a diversi ufologi. Le dichiarazioni di Haut sono state giudicate dagli scettici come inconsistenti e, in diverse occasioni, legate a scopi di lucro. Nel 1991, egli fondò il Museo Internazionale degli UFO a Roswell, divenuto una delle maggiori attrazioni turistiche della città.
Haut affermò di credere che a Roswell fosse avvenuta un'operazione di insabbiamento nel 1989, non annunciandosi ad ogni modo come testimone oculare di eventi connessi al fenomeno UFO. Stando a quanto sostenuto nelle prime rivelazioni agli ufologi, la visione dei detriti rinvenuti al Foster Ranch gli sarebbe stata negata dal colonnello William Blachard: tuttavia Jesse Marcel, il primo militare ad aver appoggiato le teorie ufologiche, gli confidò che quanto scoperto dall'esercito non era originario di questo mondo.
Nel 1993 scrisse un affidavit da aprire alla sua morte, che avvenne il 15 dicembre 2005. l testo integrale della dichiarazione giurata venne pubblicata nel 2007 all'interno del libro Witness to Roswell: Unmasking the 60 Year Cover-Up. Secondo gli autori, Haut avrebbe giurato al colonnello Blanchard, suo amico, di non rivelare in vita nessuna informazione sull'accaduto. Pertanto, aveva sempre negato di essere stato testimone degli eventi, dicendo di aver rilasciato informazioni che gli erano state riferite.
Nella sua dichiarazione, Haut raccontò che l'8 luglio 1947, a seguito del comunicato stampa dato nel pomeriggio, era stato portato in un hangar della base dal colonnello Blanchard. Qui vide un'astronave a forma di uovo lunga circa 4 metri e mezzo e diversi piccoli corpi di circa un metro di altezza con le teste di grandi dimensioni. Era sicuro che i corpi erano alieni e si trovavano sul velivolo spaziale schiantatosi a Roswell. Haut ha inoltre dichiarato che c'erano due zone con i detriti, il primo era un campo di detriti di grandi dimensioni a circa 75 miglia a nord-ovest di Roswell (il sito indagato dal maggiore Marcel), mentre il secondo era a circa 40 miglia a nord della città, dove erano stati trovati l'astronave principale ed i corpi. Il sito a nord era stato trovato da civili il 7 luglio. Nel corso della riunione della mattina dell'8 luglio, in cui Haut partecipò, gli ufficiali della base vennero informati degli strani detriti trovati in giro, che nessuno seppe identificare. Haut disse che ci fu una discussione su ciò che doveva essere raccontato al pubblico. Il generale Ramey era arrivato per partecipare alla riunione. Ramey suggerì di comunicare all'opinione pubblica solo del campo di detriti più distante, come diversivo, per distrarre dalla zona più importante con i corpi e il veicolo spaziale. Egli seppe che Ramey stava eseguendo gli ordini del Pentagono. Haut aggiunse che non era a conoscenza esattamente di quali informazioni divulgare. Il comunicato stampa che venne emesso dopo poche ore descrisse solo la prima zona con i detriti in termini generali, dicendo che l'United States Army Air Forces era venuto in possesso di un "disco volante" con la collaborazione di un allevatore locale, ed era stato trasferito ai "piani più alti" dopo essere stato esaminato alla base. Il generale Ramey disse in seguito che un pallone meteorologico fosse stato erroneamente identificato come un disco volante.
Alcuni però dubitano che la dichiarazione sia stata scritta proprio da Haut e rilevano comunque che a partire dal 2000 lo stato mentale dell'ex militare non gli permetteva di ricordare con certezza dettagli del suo passato. Per questi motivi, l'attendibilità della dichiarazione è molto dubbia.

#### Elias Benjamin
In un documentario video della serie Sci Fi Investigates del canale Syfy, nel corso dell'episodio dell'8 novembre 2006 intitolato The Roswell Incident vi è l'intervista a Elias Benjamin, poliziotto militare del 390º Air Service Squadron che la notte tra il 7 e l'8 luglio scortò tre corpi sotto un lenzuolo dall'Hangar 84 all'ospedale della base militare di Roswell. Egli racconta che durante il trasporto uno dei corpi sembrava muoversi, e che durante il trasferimento, il lenzuolo scivolò "rivelando un volto grigio e turgido, e una testa priva di capelli di una specie che capì non essere umana". Più tardi nell'ospedale della base, con il lenzuolo rimosso, egli vide "un essere molto piccolo, con una testa a forma di uovo più grande rispetto al corpo... gli unici elementi del viso che ricordo ora è che aveva gli occhi obliqui, due fori che avrebbero potuto essere il naso, e una piccola fessura che avrebbe potuto essere la bocca. Credo che fosse viva. C'era un odore terribile in ospedale." Aveva anche visto i detriti metallici dello schianto nel capannone che non appartenevano a un incidente aereo, perché non erano bruciati. Più tardi, "Sono stato interrogato e mi fecero firmare una dichiarazione di riservatezza. Mi è stato detto che se avessi parlato, sarebbe successo qualcosa di brutto, non solo a me, ma anche alla mia famiglia".

#### Frederick Benthal
Il sergente Frederick Benthal, esperto fotografo, raccontò che lui e il caporale Al Kirkpatrick partirono in aereo da Washington, per fotografare il relitto e i corpi degli alieni. Essi furono condotti a nord di Roswell nella zona dello schianto, dove Benthal vide i camion che trasportavano rottami di un oggetto di qualche tipo. Poi Kirkpatrick venne condotto in un'altra zona dove venivano raccolti altri pezzi, mentre Benthal venne portato in una tenda vicina. Nella tenda fotografò alcuni piccoli corpi sdraiati su un telo: "Erano quasi tutti identici, dalla pelle scura, sottile e con teste di grandi dimensioni. C'era un odore strano dentro la tenda che puzzava come fosse formaldeide". Kirkpatrick in seguito andò in un altro sito dove c'erano camion carichi di rottami. Tutte le loro attrezzature e materiale fotografico venne confiscato. Essi tornarono alla base e poi tornarono a Washington, dove vennero interrogati e dissero di non aver visto nulla.

## Le inchieste interne e la scoperta del Progetto Mogul

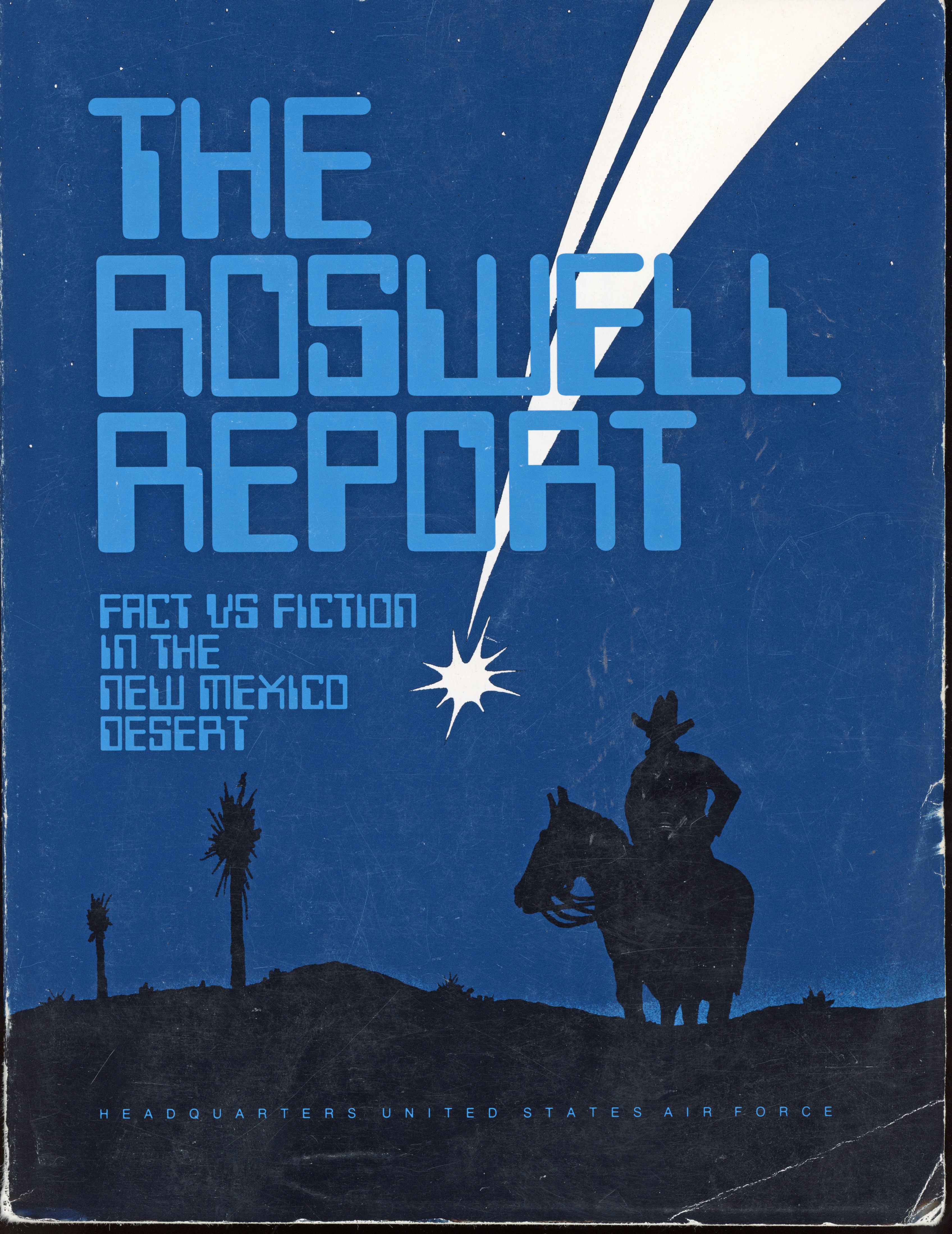
Primo rapporto dell'USAF sul caso Roswell, pubblicato nel 1995

Il 15 febbraio 1994, la United States Air Force aprì un'indagine sul caso Roswell in risposta a un'inchiesta parlamentare sulla vicenda, atta a chiarire in via definitiva quanto accaduto. Nel 1995 venne pubblicato un primo rapporto ufficiale, The Roswell Report: Fact versus Fiction in the New Mexico Desert, seguito nel 1997 da The Roswell Report: Case Closed.
Il primo rapporto fece emergere che a schiantarsi nella contea di Chaves non fu un comune pallone sonda meteorologico, come asserito dai primi comunicati ufficiali, bensì un modulo del Progetto Mogul, operazione top-secret dell'aeronautica militare statunitense dedita a monitorare le attività dell'Unione Sovietica e il suo possibile avanzamento nello sviluppo di bombe atomiche.
Il progetto venne ideato dal geofisico Maurice Ewing, che lo propose nell'autunno del 1945 al generale Carl A. Spaatz, comandante delle Army Air Forces, dopo aver scoperto l'esistenza di un "canale acustico" a una quota di 14 000 metri, attraverso il quale sarebbe stato possibile registrare le esplosioni causate da eventuali test atomici sovietici. All'epoca nessun velivolo era in grado di raggiungere tale quota, pertanto si decise di optare per delle sonde specifiche, la cui realizzazione venne commissionata all'Università di New York, dove nel settembre del 1946 prese forma il cosiddetto balloon group, diretto da Athelstan Spilhaus. Dopo i primi lanci di prova, effettuati tra l'aprile e il maggio 1947 dal campo da football della Lehigh University, in Pennsylvania, si decise di spostare il sito di lancio nella base aerea di Alamogordo, nel Nuovo Messico.
I Mogul erano costituiti da una fila di palloni sonda variabile dai 20 ai 30, seguiti da una coda di grandi dimensioni formata da una dozzina di riflettori radar. Un modulo misurava circa 100 metri e lo schianto di uno di essi avrebbe creato dei campi di detriti in una zona più o meno estesa. Il modulo precipitato tra il 2 e il 3 luglio 1947 fu il Mogul appartenente al volo n. 4: alcuni avvistamenti (come quello dei coniugi Wilmot) e le registrazioni radar dimostrerebbero che un oggetto volante proveniente da Alamogordo proprio in quella notte si sarebbe diretto verso Corona. Il rapporto ufficiale ha anche chiarito che gli strani simboli simili a geroglifici osservati da Brazel ed altri testimoni su alcuni frammenti precipitati al suolo erano in realtà i disegni di un motivo floreale presenti sul nastro adesivo del pallone.
Gli ufologi e i sostenitori della versione dello schianto dell'UFO cercarono di contrastare la versione ufficiale del governo, prendendo in considerazione un test a cui vennero sottoposti il veterano Earl Fullford (sergente della base aerea di Roswell negli anni quaranta e presunto impiegato del prelevamento dei detriti nel luogo dell'impatto) e Jesse Marcel Jr. (figlio di Jesse Marcel, maggiore dell'esercito direttamente coinvolto nelle vicende dell'incidente del 1947). I due uomini, che raccontarono di aver visionato e toccato i resti del velivolo precipitato, furono chiamati per analizzare vari materiali, tra cui il mylar, principale composto dei palloni sonda. I due indicarono però un foglio di acetato come ciò che più si avvicinava al materiale dei resti dell'incidente di Roswell, quando nella composizione di un pallone sonda appartenente al progetto Mogul non compare l'acetato in strisce o in fogli, ma solo del nastro in acetato.
È impossibile accertare la validità del presunto test, effettuato per un documentario. Inoltre, i detriti ritrovati da Mac Brazel nella sua proprietà, portati allo sceriffo di Corona ed elencati nel primo rapporto ufficiale delle autorità locali, fanno tutti parte della composizione di un normale pallone aerostatico, come riportato da un articolo del CICAP a cura di Massimiliano Teso:

## Ulteriori teorie del complotto e mistificazioni accertate (1994 - oggi)

### I filmati di Santilli
Nel 1995, il produttore discografico londinese Ray Santilli affermò di essere entrato in possesso di alcune bobine di pellicola cinematografica che avrebbero mostrato i corpi degli extraterrestri rinvenuti a Roswell, insieme ai resti del velivolo precipitato. Egli dichiarò di averle acquistate l'anno precedente da un ex cineoperatore americano identificato con lo pseudonimo di Jack Barnett, mentre cercava video d'epoca del cantante Elvis Presley durante il suo soggiorno a Cleveland, nello Stato dell'Ohio. Nelle pellicole compariva anche un'autopsia eseguita da due medici sull'ipotetico cadavere di un alieno, quello che secondo l'immaginario dell'ufologia corrisponderebbe alla descrizione degli alieni grigi.
Nel maggio del 1995, rientrato da qualche mese in Inghilterra dall'America, Santilli organizzò una proiezione esclusiva dei video al Museum of London, invitando numerose reti televisive da tutto il mondo a cui poi venne proposta la vendita. Il materiale venne assegnato a una sola emittente per ogni Stato sulla base di aste nazionali, prevedendo tramite contratto che non potesse essere divulgato prima della fine del mese di agosto. L'unica rete a cui i filmati vennero concessi gratuitamente fu Channel 4, che li diffuse nel Regno Unito.
In totale, vennero rilasciati quattro video, tutti in bianco e nero e senza sonoro:
- Tent Footage ("Video della Tenda") mostra due medici eseguire un'operazione sul corpo di un alieno disteso su un lettino, all'interno di una tenda che sarebbe stata allestita sul luogo dello schianto del disco volante. Un uomo, di spalle e con indosso un impermeabile, compare per alcuni fotogrammi: secondo Santilli si tratterebbe del presidente Truman, accorso sul posto per assistere all'operazione di recupero dei cadaveri extraterrestri.
- Debris Footage ("Video dei Detriti"), girato con uno stile diverso rispetto al Video della Tenda, mostra alcuni supposti detriti dell'astronave aliena catalogati e disposti su alcuni tavoli.
- Alien Autopsy ("Autopsia Aliena"), girata con lo stesso stile del Video dei Detriti, mostra chiaramente l'esame autoptico eseguito da alcuni medici su un essere extraterrestre.
- La seconda autopsia aliena, che Santilli mostrò ad alcuni suoi consulenti (Philip Mantle, Reg Presley, Maurizio Baiata), mostra un'operazione simile a quella della prima autopsia, ma eseguita su un corpo diverso. Di questo video vennero pubblicati esclusivamente due fotogrammi[30].

I video di Santilli vennero svelati al pubblico dalle reti televisive di tutto il mondo tra il 26 e il 28 agosto 1995, dopo varie anticipazioni susseguitesi nel corso dei mesi precedenti.
La presunta autopsia aliena venne trasmessa negli Stati Uniti il 28 agosto dalla rete televisiva Fox, tramite uno speciale televisivo della durata di un'ora intitolato Alien Autopsy: Fact or Fiction?, che venne presentato dall'attore Jonathan Frakes - noto per aver recitato nella serie Star Trek - e inserito nel palinsesto appena prima della celebre serie fantascientifica X-Files. Diretto come un documentario, lo speciale TV propose i filmati dei detriti e dell'autopsia frammentandoli in segmenti di breve durata, dai pochi secondi ai cinque minuti, intervallati da numerose interviste a vari esperti così come a personaggi connessi all'incidente di Roswell.
La messa in onda registrò un successo tale da spingere l'emittente ad effettuare due repliche nei mesi successivi, in cui vennero aggiunti ogni volta minuti inediti e che pertanto vennero rinominate Encore Edition e Uncut Edition (o 2nd Encore Edition), totalizzando durante una di queste 11,7 milioni di telespettatori in contemporanea. Il giornalista Richard Corliss scrisse sul settimanale Time che non si assisteva ad una tale partecipazione e intensità nell'analisi di un filmato dai tempi dello Zapruder Film, ossia la ripresa dell'assassinio di John Fitzgerald Kennedy.
Lo stile del documentario venne adottato anche da Channel 4 per il Regno Unito, in cui nello stesso giorno della prima programmazione negli USA venne trasmesso The Roswell Incident. In Francia, una breve anticipazione sui filmati si ebbe il 21 giugno in occasione della prima puntata de L'Odyssée de l'étrange, programma TV prodotto dalla rete TF1 e incentrato sul paranormale, che si occupò della storia di Santilli con un servizio approfondito solo il 23 ottobre.

#### Il caso in Italia
In Italia, in cui diritti erano stati acquisiti dalla Rai, alcuni fotogrammi di Debris Footage e Alien Autopsy vennero presentati in anteprima dal programma televisivo Mixer, il 10 luglio 1995, per poi essere mostrati integralmente il 26 agosto nel programma Misteri, condotto dalla giornalista Lorenza Foschini, che dedicò un ulteriore approfondimento sul caso con un servizio speciale diluito in tre puntate che andarono in onda il 16, 17 e 18 ottobre 1995 (nonostante all'inizio fosse stata prevista un'unica puntata, che sarebbe dovuta andare in onda il 2 ottobre, probabilmente rimandata e frammentata in più episodi per permettere alla Rai di recuperare in termini di audience la spesa sostenuta per i diritti del Santilli footage).
Tuttavia, i filmati vennero accolti da subito con maggiore incredulità rispetto a quanto avvenuto in America e nel Regno Unito. Tra gli ospiti presenti nello studio di Rai 2 durante la prima visione, l'astrofisica Margherita Hack schernì il filmato dell'autopsia definendolo «un filmetto di fantascienza girato in maniera abbastanza rudimentale, forse da dilettanti o da una piccola televisione privata». Franco Pacini, anch'egli astrofisico, mise in evidenza tra le altre cose l'assurdità che l'anatomia di un extraterrestre fosse così simile a quella umana, suggerendo che narratori come H. G. Wells fossero stati molto più credibili nell'immaginare una creatura appartenente ad un altro mondo. L'artista di effetti speciali Carlo Rambaldi (premio Oscar per King Kong, Alien e E.T. l'extra-terrestre), consultato nel corso del servizio di Misteri sul caso, affermò di essere certo che il supposto alieno fosse un pupazzo realizzato in modo grossolano, con un materiale sintetico simile al cuoio; e che per di più gli autori dell'autopsia non avessero rispettato alcuna regola di sezionamento anatomico. Anche l'ufologo del CISU (Centro Italiano Studi Ufologici) Paolo Toselli si dimostrò del tutto scettico alla visione dei filmati, sottolineando come sul caso Roswell fosse già stato fatto un intensivo lavoro di indagine che collegava l'incidente allo schianto di un modulo del Progetto Mogul e che i video di Santilli presentassero troppe lacune per essere presi sul serio.
Le numerose perplessità espresse dai presenti durante lo Speciale UFO di Misteri circa le tecniche e gli strumenti impiegati per l'esame autoptico vennero confermate più volte da Pierluigi Baima Bollone, medico legale di fama internazionale invitato in studio per fornire un'analisi su quanto diffuso da Santilli. Egli considerò inverosimile che tra i ferri utilizzati fosse presente una pinza da peritoneo, del tutto inadeguata per un'autopsia, mancando invece strumenti fondamentali come il cardiòtomo, indispensabile per eseguire una sezione cadaverica con efficienza.
Il conduttore del programma Mixer, Giovanni Minoli, dichiarò in un'intervista per la rubrica Venerdì de la Repubblica che la redazione fosse conscia fin da subito della natura falsa dei filmati (nonostante le dichiarazioni di Santilli), ma che sembrò in ogni caso interessante l'idea di mostrare al pubblico tale contenuto di forte impatto visivo. Tuttavia, Minoli espresse anche delle perplessità circa il numero crescente di mistificazioni presentate come documenti storici esclusivi.

#### Il debunking dei filmati
Nonostante lo scalpore iniziale, specie sul territorio nordamericano e britannico, poco dopo la diffusione iniziarono a crescere dei forti dubbi circa l'autenticità del materiale di Santilli.
Lo speciale televisivo trasmesso dalla Fox negli Stati Uniti venne sottoposto a numerose critiche da parte della comunità scientifica e giornalistica, che ne contestarono i toni sensazionalistici malgrado la carenza di prove a sostegno dell'autenticità di quanto raccontato. La rivista Skeptical Inquirer pubblicò un articolo in cui accusava l'emittente di aver manipolato in malafede il giudizio dei telespettatori e definì il documentario Alien Autopsy: Fact or Fiction? come un grave esempio di disinformazione mediatica.
Inoltre, l'effettista Stan Winston dichiarò che la rete televisiva avesse deliberatamente privato del giusto contesto le sue affermazioni circa il video dell'autopsia, tagliando dal montaggio tutte le parti dell'intervista in cui asseriva che si sarebbe trattato di un prodotto artigianale e lasciando solo i segmenti in cui ne elogiava la manifattura, così da lasciar credere agli spettatori che secondo la sua opinione ci si trovasse di fronte al vero corpo di un extraterrestre.
Nel 1996, il Mutual UFO Network pubblicò un articolo scritto da Kent Jeffrey, coordinatore dell'International Roswell Initiative, in cui si riportavano le criticità espresse da tre esperti cameraman che avevano prestato servizio per l'esercito negli anni quaranta: Bill Gibson, noto operatore di macchine da presa con esperienza presso la US Navy, la US Air Force e la NASA; Joe Longo, presidente della International Combat Camera Association; e Daniel A. McGovern, autore, tra le altre, delle riprese dei bombardamenti atomici di Hiroshima e Nagasaki. Gli intervistati definirono i filmati di pessima fattura, con numerose e notevoli incongruenze rispetto alle tecniche utilizzate nel 1947, anno di presunta datazione del materiale. Essi riportarono che in tale periodo, per riprendere procedure mediche di una certa rilevanza, si utilizzavano due cineprese fisse e non una singola cinepresa mobile come in Alien Autopsy. Inoltre, era sempre presente un fotografo, non pervenuto nel video.
Nel 1998, la Fox mandò in onda un programma chiamato World’s Greatest Hoaxes: Secrets Finally Revealed ("Le più grandi truffe della storia: i segreti finalmente rivelati") in cui venne riconosciuta la natura fraudolenta di uno dei filmati di Santilli, il Tent Footage (o "video della tenda", non mostrato in ogni caso nel documentario prodotto dalla Fox nel 1995). Nel corso di tale programma di inchiesta, incentrato sul mettere in discussione alcuni documenti celebri riguardanti le leggende urbane più influenti negli USA (tra cui, in ambito ufologico, anche le fotografie di presunte astronavi diffuse da Eduard Albert Meier), si dimostrò che, analizzando il video della tenda tramite una particolare tecnologia di miglioramento dell'immagine impiegata dalla NASA, era stato possibile identificare un uomo chiamato Elliott Willis. Quest'ultimo ammise di aver partecipato alla fabbricazione del video con l'aiuto di due produttori del Buckinghamshire, Keith Bateman e Andy Price-Watts, a cui Santilli si rivolse nell'estate del 1994 per la realizzazione della messinscena. Bateman e Price-Watts fornirono ulteriori dettagli sulla produzione di Tent Footage con la pubblicazione di un blog su Internet, in seguito alle incessanti pressioni ricevute dopo la divulgazione dei loro nomi. Essi rivelarono che il filmato venne girato all'interno di un fienile nella contea di Bedfordshire, con una pellicola a colori che poi venne processata in bianco e nero.
L'autopsia aliena, divenuta il filmato più diffuso e commentato tra i quattro, venne giudicata falsa alla luce delle incongruenze evidenziate da numerose analisi. Il telefono presente nella sala, contrariamente a quanto riportato nello speciale televisivo della Fox, secondo cui si sarebbe trattato di un modello standard della Bell Telephone Company risalente al 1937 e noto come Model 302, presentava caratteristiche più simili al Model 554 introdotto nel 1949 e venne infine identificato in modo inequivocabile come un modello commercializzato solo a partire dal 1956.
Nel 2006 venne realizzato un film sulla vicenda intitolato Alien Autopsy, prodotto tra gli altri dallo stesso Ray Santilli, che in concomitanza con l'annuncio del progetto rilasciò nuove dichiarazioni per fare chiarezza sui fatti. Intervistato in esclusiva dal giornalista irlandese Eamonn Holmes per lo speciale televisivo Eamonn's Investigates, prodotto dalla rete privata britannica Sky, Santilli rivelò che Debris Footage (o "video dei detriti") e l'autopsia aliena erano ricostruzioni effettuate a partire dalle pellicole originali di Barnett. Queste ultime risultavano danneggiate irrimediabilmente dal processo di ossidazione e quasi del tutto inutilizzabili, pertanto il produttore provvide a ricrearne il contenuto con l'aiuto di alcuni amici. Solo alcuni fotogrammi in buono stato del nastro originale sarebbero stati inseriti nella pellicola della sua ricostruzione. Il video falso venne girato in un appartamento di Londra alla fine del 1994, con un budget estremamente ridotto, servendosi di un manichino riempito con interiora animali. L'artista John Humphreys, noto per aver lavorato agli effetti speciali delle serie Max Headroom e Doctor Who, ammise di aver realizzato il modello dell'alieno presente nel celebre filmato dell'autopsia e di aver interpretato il capo chirurgo nello stesso.
In un'intervista rilasciata nel documentario Alien Autopsy: The Search for Answers, Santilli continua a sostenere che esistano i nastri originali di Jack Barnett.

### La foto di Penthouse

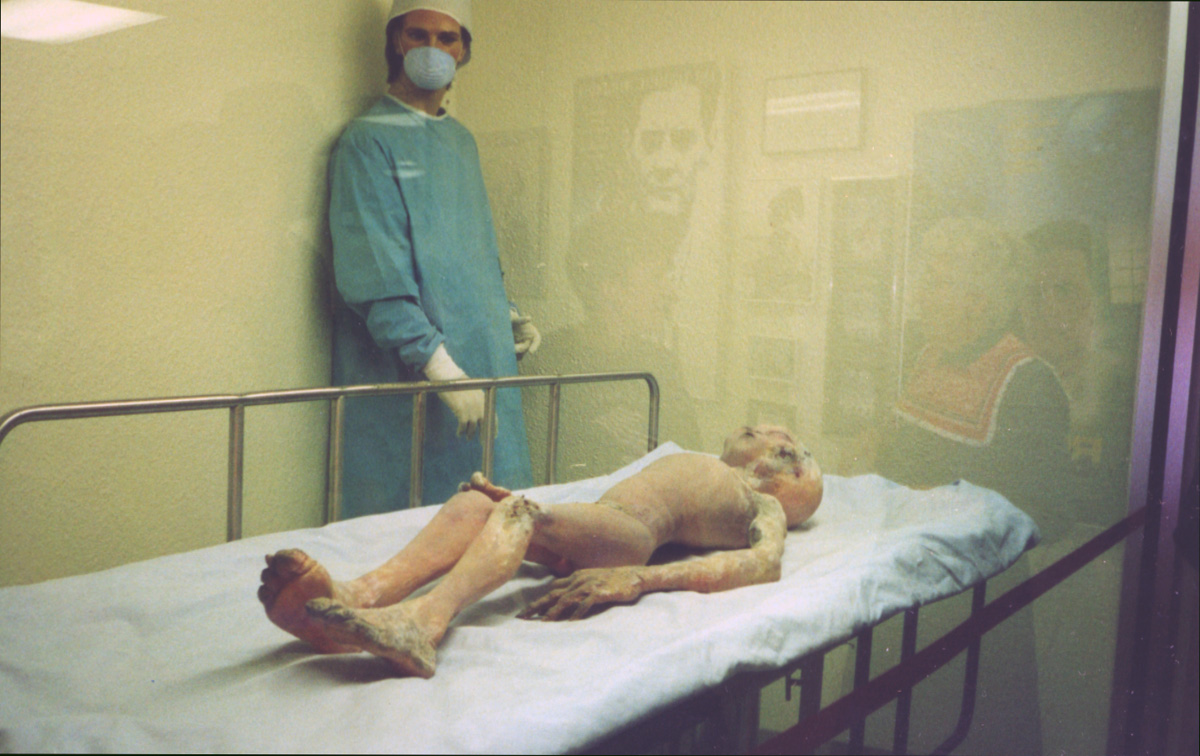
Manichino esposto all'International UFO Museum di Roswell

Indirettamente collegata a Roswell è la vicenda nota come "l'alieno di Penthouse". Nel settembre 1996, dopo un'ampia campagna pubblicitaria, la rivista Penthouse diffuse la fotografia del corpo di un alieno. L'editore Bob Guccione riferì di averla avuta da una donna di cui non rivelò l'identità.
Poco tempo dopo la pubblicazione, si scoprì che si trattava della fotografia del manichino di un alieno esposto al Museo Internazionale degli UFO di Roswell e realizzato da Steve Johnson, un esperto di effetti speciali.

### Teorie del complotto alternative
Nell'ambito delle teorie del complotto, a partire dagli anni novanta sono state formulate delle ipotesi alternative a quella dello schianto di un velivolo extraterrestre.

#### Teoria della macchina del tempo
L'ipotesi che quanto precipitato a Roswell fosse un velivolo per il viaggio temporale venne introdotta per la prima volta da Philip J. Corso, uno dei maggiori sostenitori delle teorie del complotto ufologiche sul caso. Ciò venne ripreso nel 1995 dall'ufologo Johannes von Buttlar, che dichiarò ad un congresso di ufologia di aver visionato dei documenti segreti da cui risulterebbe che l'UFO di Roswell fosse proprio una macchina del tempo e che i suoi piloti degli uomini provenienti dal futuro. Per nascondere la notizia, giudicata troppo sconvolgente per l'opinione pubblica, il governo avrebbe messo in circolazione la versione ufficiale del pallone sonda e la versione ufficiosa dell'astronave aliena. Von Buttlar ha successivamente raccontato la sua versione dei fatti in un libro.

#### Teoria della cospirazione di Stalin
Nel 2011, Annie Jacobsen, giornalista del Daily Beast, dichiarò di aver ricevuto delle informazioni sensazionali da un ex ingegnere del contractor della difesa statunitense, la EG&G, secondo cui l'incidente di Roswell fu architettato dal leader dell'URSS, Iosif Stalin, per seminare il panico negli USA. Secondo questa versione, il dittatore sovietico, ispirandosi al celebre sceneggiato radiofonico di Orson Welles basato su La guerra dei mondi, avrebbe spedito verso l'America un cacciabombardiere Horten Ho 229 con all'interno alcuni esseri umani deformi, mutati da esperimenti eugenetici condotti dal medico militare nazista Joseph Mengele. Questa operazione nacque quindi con l'intento di terrorizzare gli Stati Uniti, ma fallì quando il velivolo precipitò a Roswell a causa di una tempesta, venendo recuperato anticipatamente dall'esercito. Annie Jacobsen ha riportato tale versione in un suo libro, intitolato Area 51 (in lingua originale, Area 51: An Uncensored History of America's Top Secret Military Base).
La ricostruzione della giornalista è stata screditata da diversi storiografi per l'eccessivo affidamento a fonti aneddotiche non verificate e per la presenza di errori storici. Inoltre, non esistono indizi a sostegno del fatto che Joseph Mengele sia stato reclutato dall'Unione Sovietica al termine della seconda guerra mondiale. In un'intervista del 2024 per il podcast di Lex Fridman, Jacobsen ha rivelato che la fonte principale del suo libro fosse un uomo chiamato Alfred O'Donnel, che avrebbe lavorato nell'Area 51 per conto della EG&G negli anni cinquanta. Tale informazione non è stata comprovata.

#### Altre teorie
Nel 2005, l'ufologo britannico Nick Redfern ha sostenuto in un suo libro di avere ricevuto confidenze da un agente del SIS, i servizi segreti britannici, secondo cui a Roswell sarebbe caduto un velivolo in cui erano stati caricati dei prigionieri di guerra giapponesi, usati come cavie umane per studiare gli effetti dell'alta quota sull'organismo umano.
Secondo un'altra teoria, a Roswell si sarebbe schiantato il prototipo di un cosiddetto UFO nazista, presunto aeromobile sperimentale ingegnerizzato nella Germania del Terzo Reich e il cui progetto sarebbe stato acquisito dalle forze armate statunitensi nel corso dell'Operazione Paperclip.

## Posizione dei veterani

### James Noce
James Noce lavorò nell'Area 51 negli anni sessanta e settanta per conto della CIA. A 72 anni, non più vincolato dal patto di segretezza, decise di parlare di ciò che avveniva nella base segreta, intervistato dal Seattle Times.
Noce raccontò la sua esperienza e la sua partecipazione a progetti ed operazioni "black": negli anni sessanta, l'Area 51 testava aerei sperimentali come l'A-12, l'SR-71 Blackbird e l'U-2, modelli ora conosciuti che non dovevano essere resi noti durante le progettazioni e i test per ragioni logistiche. Il 24 maggio 1963, fu uno degli addetti alla copertura dello schianto di un A-12 denominato "Article 123", nello Utah. Confermò anche che per gli agenti della CIA era pratica comune intimidire i testimoni a non rivelare nulla sugli avvenimenti che non dovevano essere resi noti, e che non vi furono mai incontri ravvicinati con velivoli o creature non umane, sostenendo che le storie sugli UFO fanno comodo alla CIA e all'Air Force per nascondere i test dei prototipi segreti.

### Veterani della Roadrunners Internationale
I veterani della Roadrunners Internationale sono militari che lavorarono all'interno di basi dell'aeronautica militare che, secondo il mondo dell'ufologia, furono teatro di operazioni dedite al contatto con velivoli e civiltà extraterrestri. Non più vincolati dal patto di segretezza, hanno fatto luce su cosa avveniva nelle basi segrete statunitensi, raccontando per esempio del progetto OXCART, un aereo spia addetto alle missioni nei territori dell'Unione Sovietica e sperimentato all'interno dell'Area 51. Hanno reso nota anche la costruzione di falsi prototipi, ideati dagli ingegneri della base per sviare le forze sovietiche, che grazie ai satelliti ad infrarossi cercavano di monitorare ciò che accadeva.

### Inside Area 51: il documentario di National Geographic
Un documentario diretto per National Geographic Channel nell'estate del 2011 si è occupato delle attività del governo statunitense nel deserto del Nuovo Messico e, indirettamente, del caso Roswell. I veterani intervistati e i documenti dell'intelligence dimostravano come in basi come l'Area 51 venivano progettati e collaudati velivoli militari top secret, tra cui i più avanzati modelli di aerei spia o un velivolo invisibile assolutamente segreto, sviluppato all'interno dell'Area 51 e precipitato nel 1963 con conseguente copertura da parte della CIA.

## Analisi delle testimonianze e ipotesi
Karl Pflock in un libro del 2001 ha effettuato un'analisi delle testimonianze prodotte da altri autori sul caso Roswell e ha riscontrato che su circa 300 testimoni solo 41 avevano avuto informazioni dirette o al massimo di seconda mano e solo 23 avevano riscontrato evidenze fisiche; di questi ultimi, solo sette avevano pensato che si trattasse di qualcosa proveniente da un altro mondo. Pflock ha rilevato anche che solo quattro testimoni hanno detto di avere visto corpi di alieni: tre testimoni non sono da ritenersi attendibili perché hanno cambiato versione, mentre sul quarto testimone ci sono poche informazioni. Pflock ha ipotizzato che a distanza di decenni i testimoni possano avere fatto confusione nei loro ricordi. In particolare è stato evidenziato che nel 1956 un aereo cisterna è caduto a pochi Km da Roswell, incendiandosi e uccidendo gli undici membri dell'equipaggio, alcuni dei quali sono stati trasportati in ospedale e sottoposti ad autopsia; secondo Pflock, alcuni testimoni potrebbero avere confuso i fatti del 1947 e quelli del 1956 riunendoli in un unico evento.

## Nella cultura di massa

### Cinema e televisione
- Roswell, regia di Jeremy Kagan (1994)
- Prendendo spunto dal caso Roswell, nel 1999 è stata prodotta una serie televisiva (non ambientata nel 1947 ma ai giorni nostri) che si intitola Roswell, ispirata alla serie di romanzi per ragazzi Roswell High di Melinda Metz e ambientata nell'omonima località del New Mexico. Nel 2019 è stato prodotto il remake intitolato Roswell, New Mexico.
- Roswell - Lo sbarco degli alieni, film per la televisione del 1998.
- Roswell Conspiracies, serie animata dove il suddetto incidente è in realtà colpa di un ente segreto del Governo degli Stati Uniti, costituito per fronteggiare minacce aliene di varia natura.
- Nel film Independence Day (1996) diretto da Roland Emmerich, viene seguita alla lettera la versione dei fatti creduta dagli ufologi, con una nave aliena che si schianta a Roswell nel 1947 per essere poi tenuta nascosta, insieme ai cadaveri degli occupanti alieni, nell'Area 51. La nave caduta viene riparata negli anni tramite l'ingegneria inversa, e ha un ruolo fondamentale nel fermare l'invasione aliena.
- Nel film The Rock (1996) diretto da Michael Bay, tra l'elenco dei segreti militari custoditi in un microfilm rubato e nascosto dal protagonista, l'ex agente segreto John Mason interpretato da Sean Connery, si fa riferimento anche agli alieni sbarcati a Roswell.
- Nel film Indiana Jones e il regno del teschio di cristallo (2008) diretto da Steven Spielberg, il protagonista è stato un membro dell'équipe che ha esaminato il relitto alieno precipitato a Roswell, e viene costretto dagli antagonisti a localizzare la cassa nell'Area 51 contenente il cadavere di un "essere interdimensionale".
- Nell'episodio Invasione di pace della serie animata Buzz Lightyear da Comando Stellare i protagonisti precipitano sul pianeta "Roswell", popolato da alieni simili a grigi con abiti e tecnologia ispirati agli anni '50, che prendono la nave e ne celano lo schianto, ricreando quindi l'incidente con i ruoli inversi.
- Nella miniserie televisiva Taken (2002), prodotto da Steven Spielberg, l'evento di Roswell è un passo fondamentale della trama. La miniserie cerca di conciliare la teoria del complotto ufologica con la versione ufficiale del pallone sonda: il velivolo extraterrestre, infatti, precipita dopo una collisione con un pallone sonda.
- Nella puntata Gli omini verdi della serie televisiva Star Trek: Deep Space Nine i personaggi Quark, Rom, Nog e Odo finiscono per sbaglio sulla Terra nel 1947 e il loro schianto causa gli eventi che ispirano la storia dell'incidente di Roswell.
- Nella serie animata Futurama, un episodio della terza stagione, Il nonno di se stesso, viene rivelato che i protagonisti si celano dietro l'incidente di Roswell dopo essere finiti nel 1947 per via di un salto nel tempo accidentale; la nave del Planet Express viene creduta una nave aliena, i pezzi di Bender come i resti del disco volante schiantato e Zoidberg viene temporaneamente catturato dall'esercito, che lo sottopone a interrogatori e a un'autopsia comicamente inefficaci.
- Nel film d'animazione Lilo & Stitch (2002) il personaggio di Cobra Bubbles si rivela un ex agente della CIA che ha famigliarità con gli alieni per avere avuto a che fare con un altro caso Roswell avvenuto nel 1973.
- All'inizio del film d'animazione Lupin III - Le tattiche degli angeli (2005), Lupin e la sua banda riescono a infiltrarsi nell'Area 51 per rubare un pezzo del metallo alieno appartenuto al disco volante schiantato nel 1947, per poi fuggire a bordo di un prototipo militare creato sulla base della nave aliena. Più avanti il frammento si rivela un'arma segreta, e la storia degli alieni una farsa per mascherare la verità.
- Nella doppia puntata Billy-Ganthar di Martin Mystere viene rivelato che l'amico alieno di Martin, Billy prima di diventare un membro del Centro era a capo di un esercito di sanguinari conquistatori, responsabili della distruzione di innumerevoli pianeti, schiantatosi sulla terra nel 1947 e la storia che l'UFO fosse un pallone da sonda fu una copertura per nascondere il suo arrivo.